# 内藤醸造
内藤醸造株式会社（ないとうじょうぞう）は、愛知県稲沢市祖父江町甲新田字高須賀52-1にある醸造メーカー。文政9年（1826年）創業、2022年（令和4年）10月31日設立。代表者は内藤茂、杜氏は安達真人。
日本酒や焼酎を製造しており、2014年度の内訳は焼酎が85%、合成酒が10%、日本酒が3%などだった。日本酒の銘柄は「木曽三川」（きそさんせん）であり、濃尾平野を流れる木曽三川（木曽川・長良川・揖斐川の総称）から名付けられた。「木曽三川」のラベルは絵手紙作家の香田登洋子がデザインしている。

## 歴史

### 創業
文政9年（1826年）、尾張国中島郡祖父江（現・愛知県稲沢市）で内藤利助が酒造りを始めた。その後、隣村の伊藤円右衛門から酒株（酒造権）を譲り受け、年貢米を元にした酒造りを行った。2代目の内藤利兵衛は早くに死去した。

### 戦前の動向

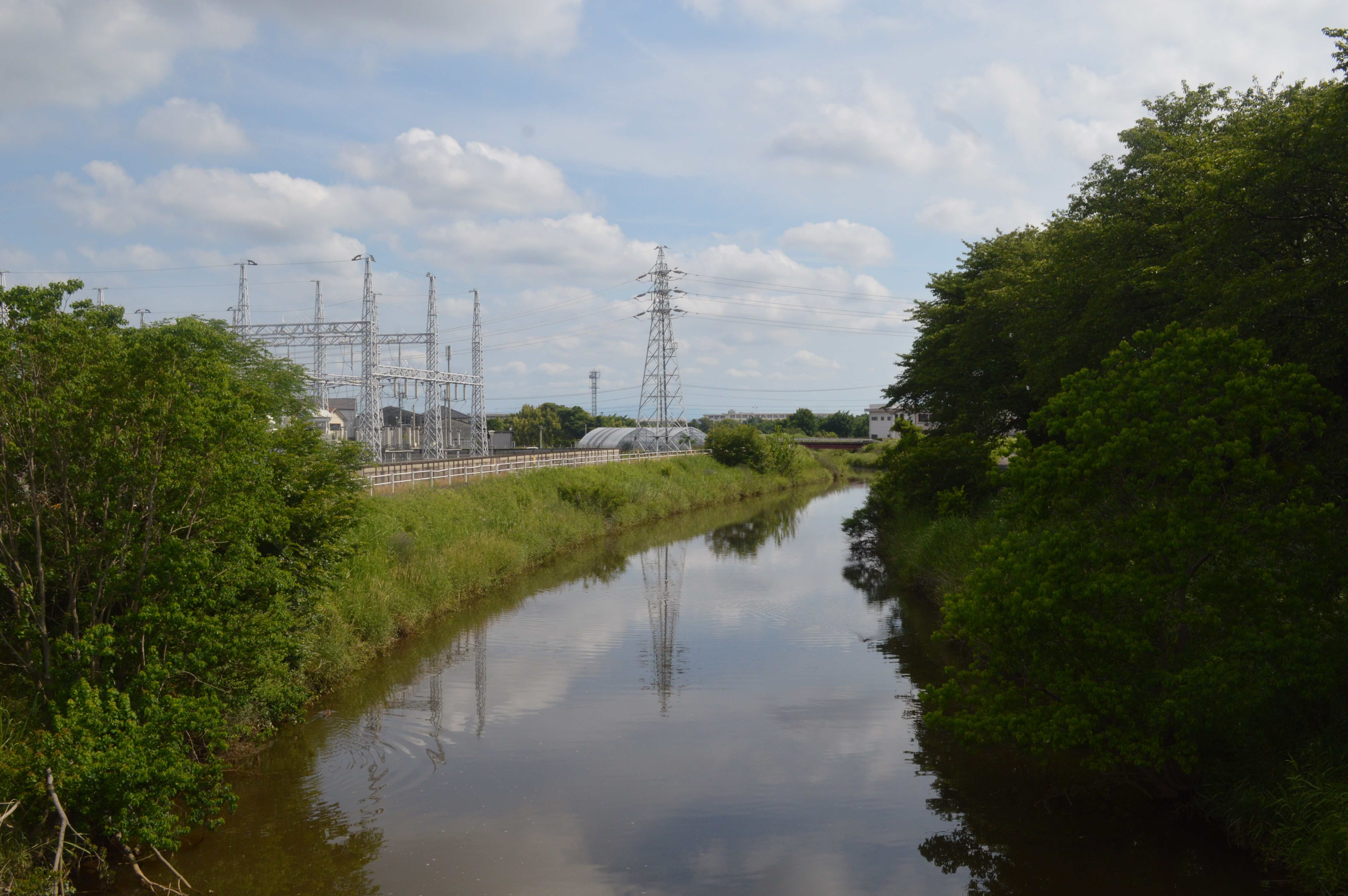
隣接地を流れる領内川

3代目の内藤利兵衛は伊勢国桑名郡長島（現・三重県桑名市）の干拓地280ヘクタールを買収し、自力での原料米の調達を試みた。日光川と領内川を遡って米を祖父江に運び、生産した清酒はこれらの川を下って運んだ。明治初期の内藤家は180キロリットルの清酒を東京方面に出荷するほどの規模だった。第一次世界大戦後の1918年米騒動では経営面で影響を受けた。
1932年（昭和7年）の『祖父江町誌』には内藤酒造合名会社として記載されている。同年時点の祖父江町には内藤酒造以外の主要な会社として、森上の森上通運合名会社、森上の愛知種苗株式会社、新町の尾西商事株式会社、中丸渕の関谷織物合名会社があった。
4代目の内藤弥左衛門の時代、1938年（昭和13年）に日中戦争が開戦して国家総動員法が公布されると、1942年（昭和17年）には食糧管理制度によって米穀の強制買い上げが実施され、内藤家の経営は困窮した。米価の高騰などで清酒1.8リットルの原価が70銭もかかったが、売値は55銭にまで下落した。内藤家は年間6000円もの赤字を計上し、内藤弥左衛門は酒造りに見切りをつけた。

### 戦後の動向
5代目の内藤勤三は314石（約4万4000kg）の米を仕入れて事業を再興し、銘柄を「百合の露」（百合之露）に改めた。戦後の食糧難の時代には芋を原料とする焼酎も製造するようになり、合成酒、みりん、アルコールなどの製造にも着手した。1949年（昭和24年）には内藤醸造株式会社を設立した。
1967年（昭和42年）時点の銘柄は清酒が「百合の露」と「中京美人」、合成酒が「百合の露」、焼酎が「九重」、みりんが「七重桜」、本直しが「萬味」である。同年の生産高は計930キロリットルであり、内訳は清酒が490キロリットル、焼酎が180キロリットル、合成酒が140キロリットル、アルコールが100キロリットル、みりんと本直しが18キロリットルだった。7割は愛知県・岐阜県・三重県の3県に出荷され、3割は桶買い（受託製造で静岡県と岐阜県の卸売業者に売られた。

### 近年の動向
1998年（平成10年）、一宮酒販協同組合は組合としての推奨酒の制度を制定し、内藤醸造の「純米大吟醸 夢織人」と「純米酒 夢織人」、金銀花酒造の「大吟醸 ツインアーチ138」と「特別本醸造 耀」が推奨酒に認定された。1999年（平成11年）時点の生産量は3500石、杜氏は越後杜氏の内田正作であり、仕込み水には木曽川の伏流水を用いていた。
2007年（平成19年）頃には杜氏が引退すると、岩手県花巻市から南部杜氏を5年契約で招聘し、同時に杜氏の後継者の一般公募を行った。2009年（平成21年）には酒造りの経験がない2人を採用し、南部杜氏の下で修業を行わせた。大吟醸などの高級酒を商品の中心に据え、2013年（平成25年）には自社社員のみで製造した「木曽三川」大吟醸が初めて全国新酒鑑評会で金賞を受賞した。2009年（平成21年）11月3日には6代目当主の内藤三郎が藍綬褒章を受章した。2013酒造年度から、一宮市産あいちのかおりを用いた「特別本醸造 しぼりたて あいちのかおり」の醸造を開始した。あいちのかおりは一般的に食用米として流通している品種であり、内藤醸造が食用米を用いるのは初めてである。2014年（平成26年）にはクリーンルームを設置した。
2016年（平成28年）3月、酒文化研究所などが主催する「ワイングラスでおいしい日本酒アワード2016」で「純米吟醸 木曽三川 虹のしらべ」が最高金賞を受賞した。2017年（平成29年）5月、2016酒造年度の全国新酒鑑評会で「大吟醸 木曽三川」が4年ぶり2度目の金賞を受賞した。2018年（平成30年）4月の愛知県酒造組合主催清酒きき酒研究会において、吟醸酒の部で「木曽三川」が最高賞に当たる県知事賞を受賞した。
2019年（令和元年）時点では「木曽三川」の30%が日本国外に輸出されており、全国の酒蔵の中でも高い数値を示していた。2022年（令和4年）4月の令和4年愛知県新酒品評会において、純米吟醸酒の部で「木曽三川」が最高賞に当たる県知事賞を受賞した。同年10月31日には新たに内藤醸造株式会社が設立された。
2023年（令和5年）6月、令和4年酒造年度の全国新酒鑑評会で2年連続4回目の金賞を受賞した。同年10月13日、東京都渋谷区神宮前に初の直営店舗である内藤醸造表参道店を開店させた。開店記念式典には長谷部健渋谷区長やタレントの須田亜香里も出席した。

## 銘柄

### 日本酒
- 木曽三川

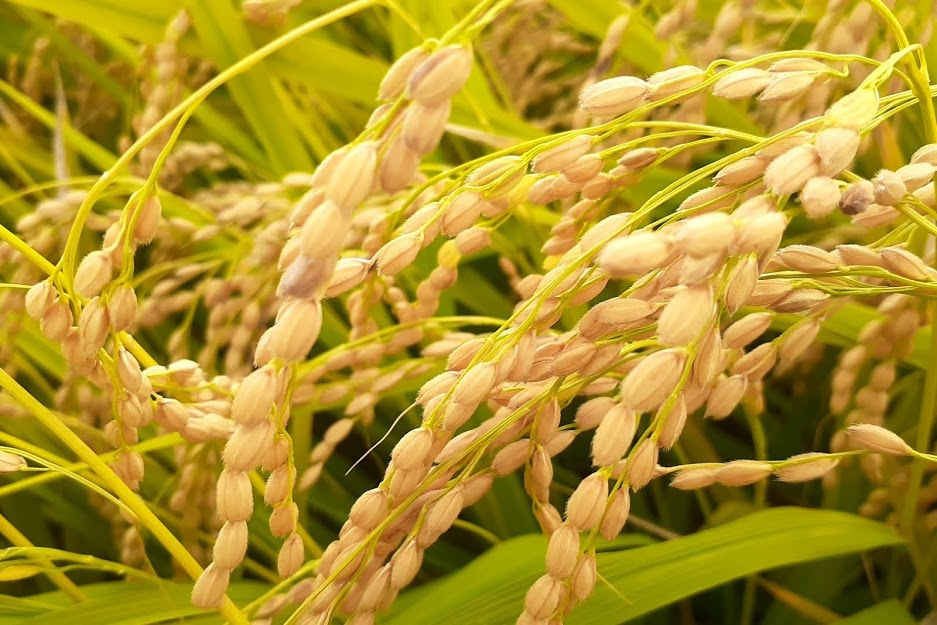
あいちのかおり

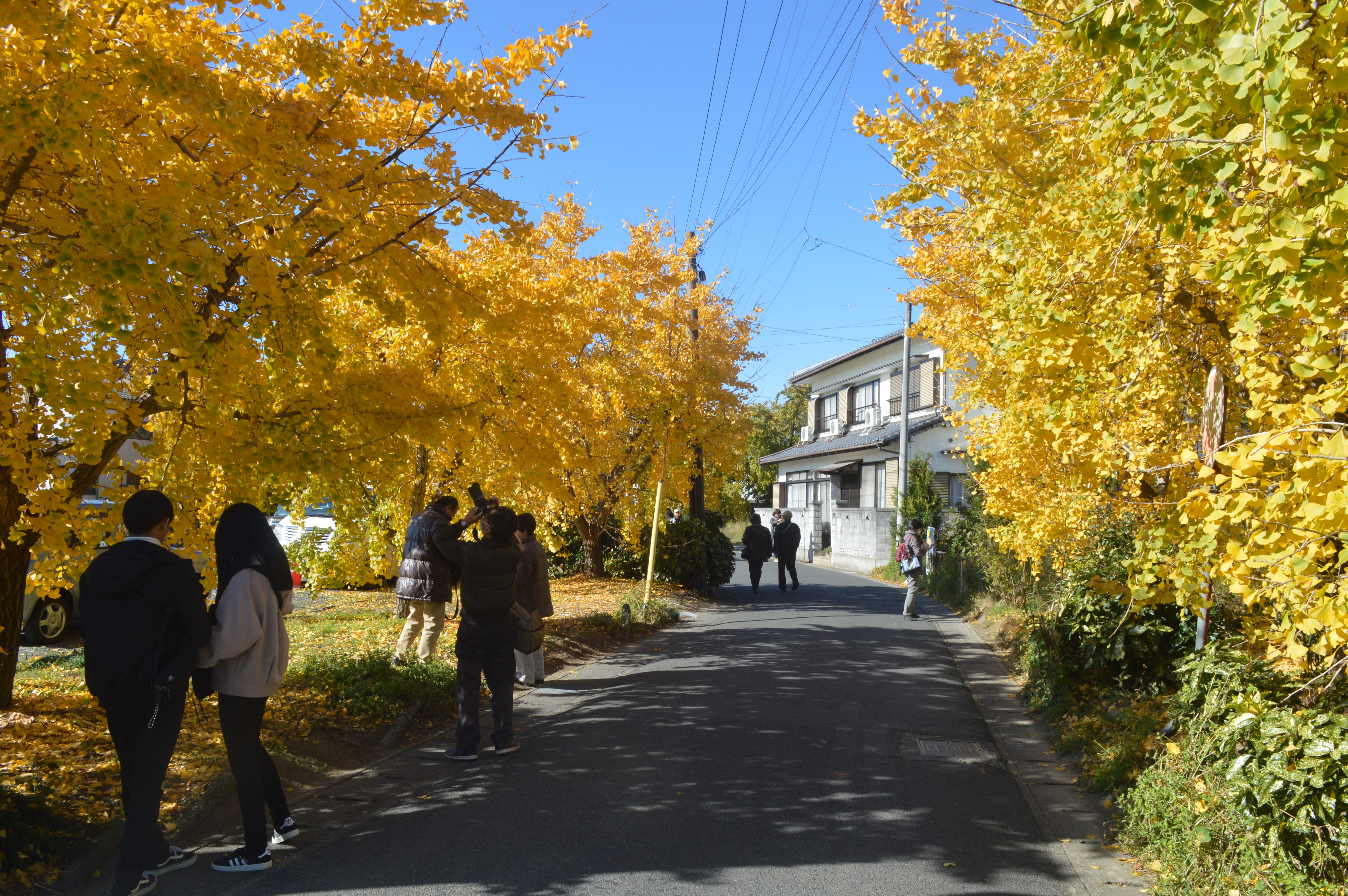
祖父江町のイチョウ

  - 純米大吟醸 桃源郷 - 原料米は山田錦、精米歩合は35%。
  - 純米大吟醸 武陵桃源 - 原料米は山田錦、精米歩合は40%。
  - 大吟醸 桃源郷 - 原料米は山田錦、精米歩合は35%。
  - 大吟醸 - 原料米は山田錦、精米歩合は40%。
  - 純米吟醸 にじいろ - 原料米は愛知県産の夢山水[注釈 2]、精米歩合は55%。
  - 特別純米酒 無濾過生原酒 - 原料米は愛知県産の夢山水、精米歩合は60%。
  - 氷温生貯蔵特別純米酒 氷の精 - 原料米は愛知県産の夢山水、精米歩合は55%。
  - 純米酒 - 原料米は愛知県産の夢山水、精米歩合は60%。
  - しぼりたて あいちのかおり - 原料米は愛知県一宮市産のあいちのかおり[注釈 3]、精米歩合は60%。いちのみや食ブランドに認定されている。
  - 本醸造生貯蔵酒 - 原料米は愛知県一宮市産のあいちのかおり、精米歩合は60%。
  - ひやおろし純米原酒 - 原料米は愛知県産の夢山水、精米歩合は60%。
  - イチョウ花酵母純米酒 プリンセスギンコ - 原料米は愛知県一宮市産のあいちのかおり、精米歩合は60%。ギンナンの生産で知られる祖父江町において、イチョウの雌花から分離した酵母を用いた純米酒であり、2014年（平成26年）にあいち産業科学技術総合センター食品工業技術センターと共同で開発した[18][19][20]。イチョウの花酵母を用いた酒造りは日本初とされる[18]。

### 焼酎など
- 七重桜
  - 虹のしらべ 18年熟成
  - 虹のしらべ 15年熟成
  - 虹のしらべ 12年熟成

- 賞己
  - 七醸焼 20年熟成
  - 七醸焼 13年熟成
  - 七醸焼 10年熟成

- 飛猿
  - 三醸酒 精米歩合25%
  - 三醸酒 精米歩合35%
  - 三醸酒 精米歩合45%
  - 梅酒 15年熟成
  - 梅酒 10年熟成
  - 梅酒 5年熟成

- 長期熟成麦焼酎 眠れる黒猫 - 麦焼酎。
- 銀杏焼酎藤九郎 - 祖父江町産のギンナンを用いている。

## 歴代当主

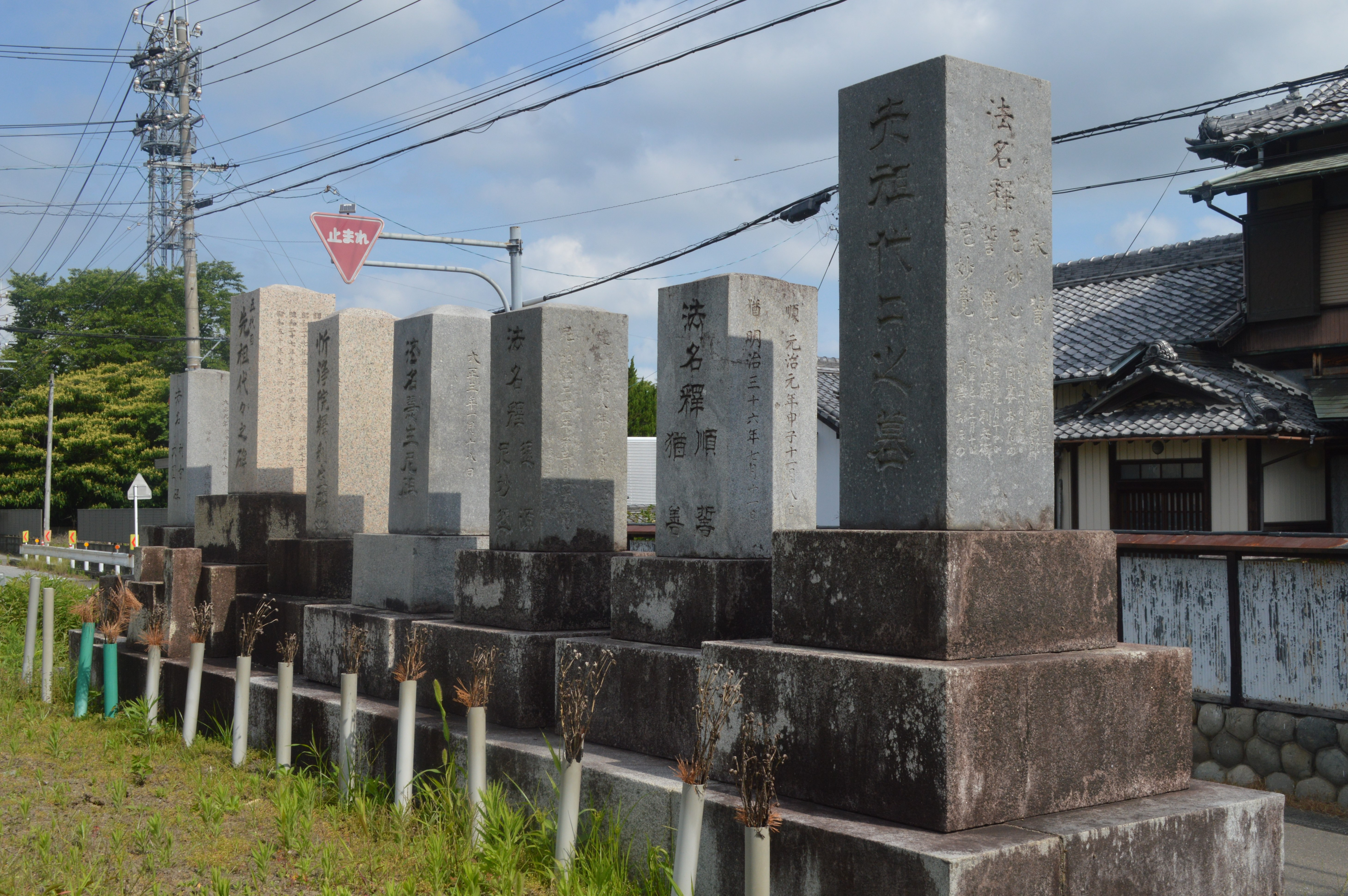
内藤家の墓

| 内藤醸造の歴代当主 | 内藤醸造の歴代当主 | 内藤醸造の歴代当主        |
| ------------------ | ------------------ | ------------------------- |
| 初代               | 1826年～1860年     | 内藤利助                  |
| 2代目              | 1860年～1875年     | 内藤利兵衛                |
| 3代目              | 1875年～1908年     | 内藤利兵衛（2代目と同名） |
| 4代目              | 1908年～1940年     | 内藤弥左衛門              |
| 5代目              | 1940年～1975年     | 内藤勤三                  |
| 6代目              | 1975年～2010年     | 内藤三郎                  |
| 7代目              | 2010年～2023年     | 内藤勇                    |
| 8代目              | 2023年～現在       | 内藤茂                    |

## 事業所
- 本社工場
  - 愛知県稲沢市祖父江町甲新田高須賀52-1
- 内藤醸造表参道店（本店）
  - 東京都渋谷区神宮前6-1-4 内藤表参道ビル1階